# Ryan Bergara
Ryan Steven Bergara (Arcadia, 1990. november 26. –) amerikai internetes személyiség, színész, paranormális nyomozó és a Watcher Entertainment nevű digitális szórakoztatócég társalapítója. Bergara először azután vált ismertté, hogy megalkotta a BuzzFeed Unsolved című, igaz bűncselekményeket és természetfeletti dolgokat bemutató YouTube-sorozatot, amelyben társszereplő volt.

## Fiatalkora
Bergara 1990. november 26-án született a kaliforniai Arcadiában, dr. Steven R. Bergara és Linda Bergara gyermekeként. Édesapja fogorvosként dolgozik, és fogorvosi diplomával rendelkezik. Az Arcadia Középiskolába járt, ahol haladó filmprodukciós órákat vett.
Bergara a Chapman Egyetemre járt, és 2013-ban szerzett Bachelor of Fine Arts diplomát televíziós és műsorújságírás szakon.

## Karrier

### Buzzfeed (2014–2019)
Bergara 2014-ben kezdett el dolgozni a BuzzFeednél. 2016-ban a Buzzfeed Unsolved című websorozatot készítette, miközben a címszereplő cégnél dolgozott. A sorozatot két különálló sorozatra osztották, az Unsolved: True Crime és Unsolved: Supernatural. Az előbbiben Bergara megoldatlan igaz bűnügyeket mutatott be a társ-műsorvezető Shane Madejnek, és lehetséges elméleteket ismertetett. hile Supernatural abból állt, hogy a páros állítólag kísértetjárta helyszíneket vizsgált, és megpróbált válaszokat kicsikarni a paranormális bizonyítékokhoz. A műsor a Buzzfeed egyik legsikeresebb sorozatává vált, több mint egymilliárd videónézettséget és 16,6 milliárd percnyi teljes nézettséget produkált. A műsor nyolc évadon át futott, és egy kísérő kérdés-felelet műsorral is kiegészült, amelynek Bergara volt a vezető producere.
Bergara 2019-ben hagyta el a Buzzfeedet teljes munkaidős alkalmazottként. Bergara és Madej is fenntartotta szerződését a céggel, hogy befejezzék a Buzzfeed Unsolved utolsó évadát, amely 2021-ben ért véget.

### Watcher (2019 – jelen)
2019-ben Bergara társalapítója volt egy digitális produkciós cégnek, a Watcher Entertainmentnek, a volt Buzzfeed alkalmazottakkal, Madejjel és Steven Limmel. Bergara, Madej és Lim 2023-ig társvezérigazgatók voltak, amikor is Bergara és Madej lemondott, hogy a tartalomkészítésre összpontosíthasson.
Az Unsolved végét követően Bergara két utódot hozott létre – a Mystery Files-t és a Ghost Files-t. Az előbbi megoldott és megoldatlan eseteket mutat be, az utóbbi pedig Madej és Bergara paranormális vizsgálatait tartalmazza. A sorozat megjelenése után sikert aratott, ami újabb évadok megújításához vezetett.
A csatorna különböző műsoroknak ad otthont Bergara, Madej, Lim és mások főszereplésével, főzés, játék, horror és rejtélyes műsorok formájában.
2023-ban Bergara és Madej országos turnéra indultak, hogy bemutassák a Ghost Files második évadát.

## Magánélet
Bergara 2018 szeptemberében kezdett találkozni Marielle Scott színésznővel, és 2021 áprilisában jegyezték el egymást. 2022. július 30-án házasodtak össze Santa Barbarában.
Szilárdan hisz a természetfelettiben, míg őt és a rajongótáborán belüli hívőket „Boogaras”-nak nevezik. Ő is egy önjelölt Kernelhead és Vidámpark-rajongó.

## Filmográfia

### Film
| Year | Title                             | Role                | Notes             |
| ---- | --------------------------------- | ------------------- | ----------------- |
| 2019 | The Pyramid                       | Martin              | Rövidfilm         |
| 2019 | Board Game Night                  | Carson              | Rövidfilm         |
| 2020 | Beautiful Day                     | Julian              | Rövidfilm         |
| 2020 | Were You Gay in High School?      | Jessica's Boyfriend | Rövidfilm         |
| 2020 | Holiday Hand Grenade              | Carson              | Rövidfilm         |
| 2023 | Blackwater                        | Alex Lee            | Rövidfilm         |
| 2023 | Ant-Man and the Wasp: Quantumania | Toasting Man        |                   |
| 2023 | The Good Half                     | Andy                |                   |
| TBA  | Trüebadour                        |                     | Előkészítés alatt |

### Televízió
| Year | Title       | Role        | Notes                          |
| ---- | ----------- | ----------- | ------------------------------ |
| 2020 | S.W.A.T     | Eric        | Episode: "Gunpowder Treason"   |
| 2022 | Pam & Tommy | Shit-Talker | Episode: "Destroyer of Worlds" |
| 2025 | The Rookie  | Himself     | Episode: "A Deadly Secret"     |

## Fordítás
Ez a szócikk részben vagy egészben  a   Ryan Bergara című angol Wikipédia-szócikk ezen változatának fordításán alapul.  Az eredeti cikk szerkesztőit annak laptörténete sorolja fel. Ez a jelzés csupán a megfogalmazás eredetét és a szerzői jogokat jelzi, nem szolgál a cikkben szereplő információk forrásmegjelöléseként.